# نصف‌النهار ۱۶۵ درجه غربی
نصف‌النهار ۱۶۵ درجه غربی ۱۶۵مین نصف‌النهار غربی از گرینویچ است که از لحاظ زمانی ۱۱ساعت و ۰دقیقه با گرینویچ اختلاف زمانی دارد.
این نصف‌النهار از قطب شمال شروع و از مناطق زیر گذشته و به قطب جنوب ختم می‌شود.
- اقیانوس آرام